# Nederbiet
Nederbiet of nederbeat is een muziekstroming die midden jaren zestig ontstond. Het woord is afgeleid van de term beat. Onder invloed van het hippe taalgebruik in Provo-kringen en in een blad als Hitweek werd de samenvoeging van Nederland en beat fonetisch geschreven als nederbiet.

## Oorsprong
Nederbiet werd aanvankelijk beïnvloed door de muziek van The Beatles en de Merseybeat, die eind 1963 de hitlijsten begon te domineren. Het duurde even voordat Nederlandse muziekgroepjes omschakelden van rock-'n-roll en instrumentale gitaarmuziek naar het voorbeeld van The Shadows en The Ventures naar beatmuziek. Een uitzondering vormden Johnny Kendall & the Heralds, die al in september 1964 een versie van de bluesklassieker St. James Infirmary uitbrachten naar het voorbeeld van House of the rising sun van The Animals. Indorockgroepen misten de boot bij de opkomst van de nederbiet, deels omdat ze vooral in Duitsland liveoptredens gaven, deels omdat ze vooral covers bleven spelen uit een eerder muziektijdperk.
De eerste echte nederbiet-single was It's gone van The Motions, die in december 1964 uitkwam. Zoals de trend was in de Britse beatmuziek, was het nummer door de groep zelf geschreven - althans door sologitarist Robbie van Leeuwen.
1965 en 1966 waren de gloriejaren van de nederbiet. Groepen als The Phantoms (Eindhoven), The Outsiders (Amsterdam) en Tee Set (Delft) bestormden de hitparade, maar de meeste succesvolle bands kwamen uit Den Haag: naast The Motions ook The Golden Earrings, Q65, Sandy Coast e.v.a. De hofstad kreeg daarom bijnamen als "Beatstad No. 1" en "het Nederlandse Liverpool", naar de bakermat van de Merseybeat. Een van de centra van de nederbiet was de Beatboerderij of Beatschuur Sarasani bij Den Burg op Texel, die in de periode 1966-1976 veel beatgangers naar het eiland trok.
Nederbiet werd vooral in het Engels gezongen. Er waren wel pogingen om beatmuziek met Nederlandse teksten te maken, maar dit waren uitzonderingen: ZZ en de Maskers met Ik heb genoeg van jou, Het met Ik heb geen zin om op te staan en Kejje nagaan, en Beestjes van Ronnie & de Ronnies (dat al nauwelijks beatmuziek te noemen is). Na het vertrek van zanger Bob "ZZ" Bouber gingen ook De Maskers op de Engelse taal over met hits als Brandnew Cadillac en Three's a crowd.
Waar de Merseybeat in 1965 al op zijn retour was, bleven The Beatles van grote invloed op de nederbiet. Daarnaast was de invloed van groepen als The Rolling Stones, The Yardbirds, The Kinks en The Who erg groot, maar waren er ook groepen die meer invloed op de nederbiet hadden dan op groepen uit andere landen, met name The Pretty Things (voorbeeld voor Q65 en The Outsiders) en de Noord-Ierse groep Them onder leiding van Van Morrison. In 1966 waren er weinig nederbietgroepen die Them's Gloria niet op het repertoire hadden staan. Ook veel nummers uit het repertoire van Small Faces en The Spencer Davis Group werden nagespeeld.
Vanaf 1967 verwaterde de typische nederbiet-sound onder invloed van de soulmuziek en flowerpower. Nieuwkomers als After Tea en The Buffoons zorgden nog wel voor een voortdurend hoog peil, maar de echte beat was uit de muziek verdwenen.
Hoewel de kwaliteit toenam naarmate de jaren zestig verstreken, kenmerkte nederbiet zich aanvankelijk door een slechte uitspraak van de Engelse taal, rommelige begeleiding en teksten vol steenkolenengels. Zo wordt in The life I live van de Q65 gerept over "the house had changed in a crowd", waarmee een poging werd gedaan aan te geven dat het wel érg druk in het huis was geworden... De tweede single van de Golden Earrings werd door platenmaatschappij Polydor ingetrokken omdat de titel van de B-kant Not to find ("niet te vinden") grammaticaal niet klopte; het had Not to be found moeten zijn.
Ondanks deze tekortkomingen kreeg de nederbiet van de jaren zestig in de jaren zeventig en tachtig internationaal aanzien door de tomeloze energie van de opnamen en de originaliteit waarmee allerlei invloeden zijn verwerkt. Zelfs obscure singles van groepen als St. John & the Crew en The Mods verschenen op Amerikaanse bootlegs. Van grote invloed was daarbij, dat de nederbietgroepen in de jaren zestig vaak achter de muziektrends aanliepen, maar dat dit naarmate de tijd vorderde geen rol meer speelde.
In 2001 tot 2003 bracht de platenmaatschappij Hunter Music een aantal verzamelboxen uit met als hoofdtitel Nederbeat '63 - '69. Als eerst een box met vijf cd's getiteld Beat, Bluf & Branie. De vijfde cd zat in een apart hoesje en had als subtitel Beat behind the dikes. Deze box werd vervolg door diverse dubbel-cd's: Dutch Nuggets Vol. 1 en 2, met de minder bekende nederbietopnamen, The B-Sides Vol. 1 en 2, met B-kantjes en ten slotte The Album Tracks Vol. 1 en 2, met tracks die alleen op albums stonden.
Hierdoor waren sommige nederbietopnamen voor het eerst sinds jaren weer legaal verkrijgbaar.

## Invloeden
- Wasted Words van The Motions kwam tot stand onder invloed van de rage rond het protestlied zoals populair gemaakt door Bob Dylan (The times they are a-changin') en Donovan (Universal soldier). De B-kant van de eerste single, I've got misery lijkt daarentegen beïnvloed door The Rolling Stones.
- De vierde single van de Sandy Coast, We'll meet again is een kopie van de versie van The Byrds op de lp Mr.Tambourine Man. De volgende single van deze groep was een cover van Sorry she's mine van Small Faces. Daarop volgde een cover van A girl like you (een B-kantje van The Ivy League).
- De eerste single van de Bintangs (1966) bevat twee nummers van Bo Diddley die ook op het repertoire van The Yardbirds (en vele andere Britse r&b-groepen) stonden: You can't judge a book by the cover b/w I'm a man.
- De hit Don't you leave van Tee Set wordt toegeschreven aan manager Theo Cuppens, maar was duidelijk gebaseerd op Don't you leave me here van Merline Johnson (the Yas Yas Girl) uit 1938 (en dus waren de rechten in 1966 nog niet verlopen). Cuppens verweerde zich destijds in het weekblad Kink met de mededeling dat het nummer "public domain" was. Hij schijnt zijn "compositie" echter gebaseerd te hebben op de versie van de Amerikaan Dave Van Ronk die stond op de verzamel-lp The Blues Project (in de VS uitgekomen in 1964 op Elektra EKL-264) onder de titel Don't Leave Me Here.
- Het openingsnummer van Winter Harvest van The Golden Earrings, Another man in town, is duidelijk beïnvloed door The Who.
- Richard Cory van Cuby + Blizzards is een compositie van Paul Simon, maar was in een vergelijkbaar arrangement al eerder opgenomen door Them met als zanger Van Morrison.
- Het optreden in Scheveningen van The Artwoods uit Londen heeft in 1966 een grote impact op het nederbietcircuit. Zelden had men tot dat moment in Nederland zo'n professionele band zonder hitreputatie gezien. Van de eerste opnamen van The Artwoods (met als zanger Art Wood, oudere broer van Ron Wood) kopiëren Hu & the Hilltops de arrangementen van Can you hear me en I feel good, terwijl Sweet Mary in eenzelfde uitvoering als The Artwoods door Cuby + Blizzards wordt opgenomen.
- The Buffoons zijn niet alleen door The Beach Boys, maar vooral ook door het Britse trio The Ivy League beïnvloed. De eerste single van de Twentse groep bevat twee nummers die al eerder door The Ivy League zijn uitgebracht: Tomorrow is another day en My world fell down. Ook kopieert de groep het Ivy League-arrangement van Lulu's back in town en covert men de Ivy League single Thank you for loving me voor de lp Looking Ahead.
- Brandnew Cadillac van De Maskers is een cover van Cadillac van de Engelse groep The Renegades, die het nummer op hun beurt hadden "geleend" van Brandnew Cadillac van Vince Taylor. Er zijn in 1965 vele versies van dit nummer op de markt, onder andere van de Zweedse groepen The Shamrocks en The Hep Stars, laatstgenoemden met als organist Benny Andersson, later bekend van ABBA.

## Discografie

### Albums
| Album met eventuele hitnotering(en) in de Nederlandse Album Top 100 | Datum van verschijnen | Datum van binnenkomst | Hoogste positie | Aantal weken | Opmerkingen         |
| ------------------------------------------------------------------- | --------------------- | --------------------- | --------------- | ------------ | ------------------- |
| Introduction to The Motions                                         | 1965                  | -                     |                 |              |                     |
| Their own way                                                       | 1966                  | -                     |                 |              | The Motions         |
| Revolution                                                          | 1966                  | -                     |                 |              | Q'65                |
| Outsiders                                                           | 1967                  | -                     |                 |              |                     |
| Desolation                                                          | 1966                  | -                     |                 |              | Cuby + Blizzards    |
| Save our souls                                                      | 1967                  | -                     |                 |              | Rob Hoeke R&B Group |
| Phantoms                                                            | 1966                  | -                     |                 |              |                     |
| Les Baroques                                                        | 1966                  | -                     |                 |              |                     |
| Just earrings                                                       | 1965                  | -                     |                 |              | Golden Earrings     |
| Winter Harvest                                                      | 1967                  | -                     |                 |              | Golden Earrings     |

### Singles
| Single met eventuele hitnotering(en) in de Nederlandse Top 40 | Datum van verschijnen | Datum van binnenkomst | Hoogste positie | Aantal weken | Opmerkingen     |
| ------------------------------------------------------------- | --------------------- | --------------------- | --------------- | ------------ | --------------- |
| It's gone                                                     | 1964                  | -                     |                 |              | Motion          |
| Wasted Words                                                  | 1965                  | -                     |                 |              | Motions         |
| Everything that's mine                                        | 1965                  | -                     |                 |              | Motions         |
| Why don't you take it                                         | 1966                  | -                     |                 |              | Motions         |
| Every step I take                                             | 1966                  | -                     |                 |              | Motions         |
| It's the same old song                                        | 1966                  | -                     |                 |              | Motions         |
| You're the victor                                             |                       | 05-03-1966            | 11              | 13           | Q'65            |
| The life I live                                               |                       | 11-06-1966            | 5               | 14           | Q'65            |
| I despise you / Ann                                           |                       | 29-10-1966            | 19              | 7            | Q'65            |
| From above                                                    |                       | 28-01-1967            | 13              | 7            | Q'65            |
| World of Birds                                                |                       | 22-04-1967            | 8               | 9            | Q'65            |
| We'll meet again                                              |                       | 27-08-1966            | 39              | 2            | Sandy Coast     |
| Sorry she's mine                                              |                       | 03-12-1966            | 40              | 1            | Sandy Coast     |
| A girl like you                                               |                       | 25-02-1967            | 28              | 6            | Sandy Coast     |
| Please go                                                     |                       | 25-09-1965            | 10              | 20           | Golden Earrings |
| That day                                                      |                       | 29-01-1966            | 2               | 15           | Golden Earrings |
| If you leave me                                               |                       | 14-05-1966            | 9               | 10           | Golden Earrings |
| Daddy buy me a girl                                           |                       | 10-09-1966            | 12              | 10           | Golden Earrings |
| Don't run too far                                             |                       | 12-11-1966            | 14              | 8            | Golden Earrings |
| In my house                                                   |                       | 01-04-1967            | 10              | 10           | Golden Earrings |